# Victoria Memorial

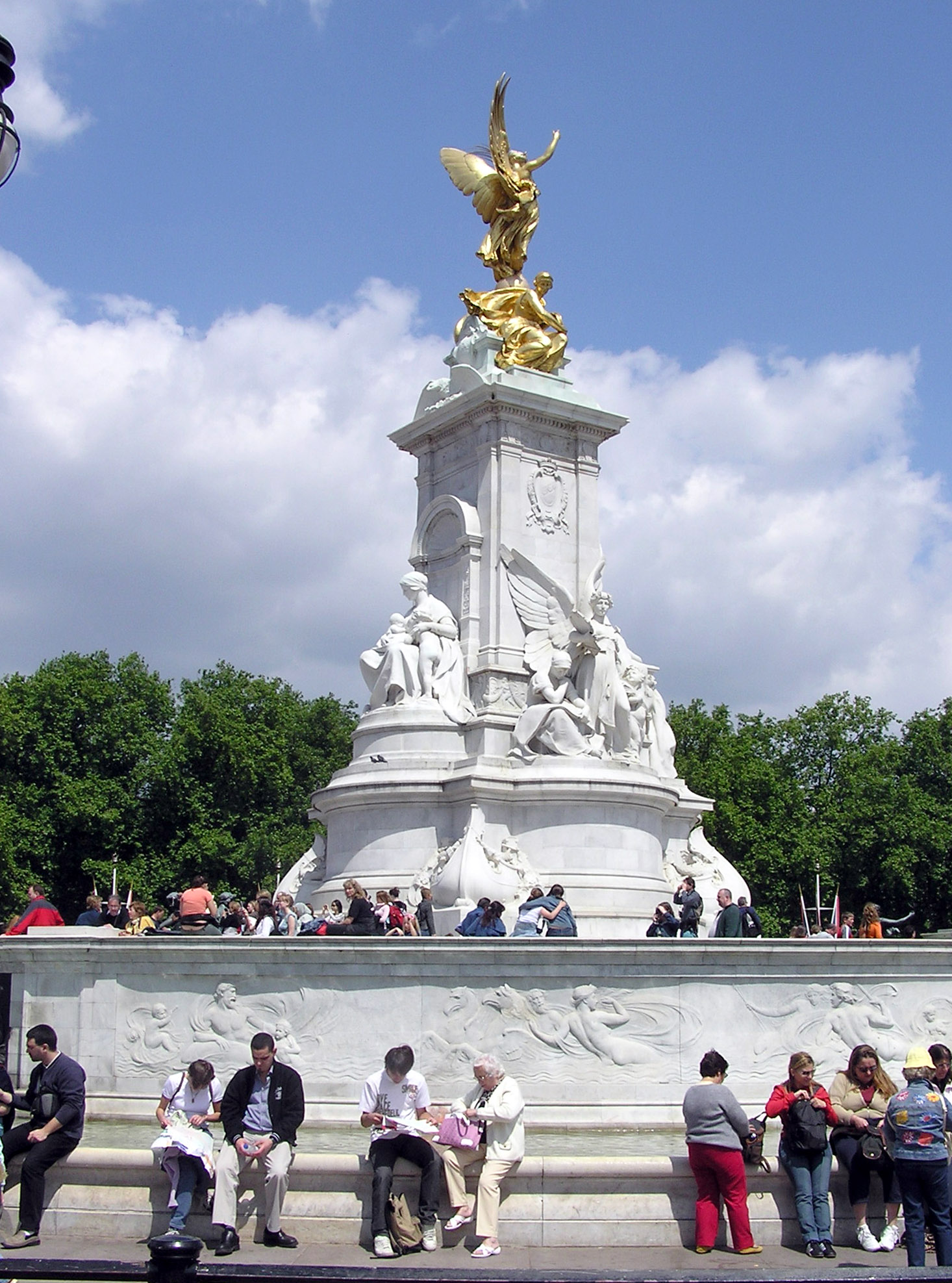
Victoria Memorial

Victoria Memorial är en skulptur framför Buckingham Palace i London.
Den skapades av skulptören Sir Thomas Brock 1911 och består av 2 300 ton vit marmor. Omgivningen ritades av arkitekten Sir Aston Webb. 
Sockeln uppbär en stor staty av drottning Viktoria riktad mot nordöst mot The Mall. På de andra sidorna av monumentet finns mörkt patinerade bronsstatyer av Rättvisans ängel (riktad mot nordväst mot Green Park, Sanningens ängel (riktad mot sydöst) och Barmhärtigheten riktad mot Buckingham Palace. På toppen står Segern tillsammans med två sittande figurer. Sidofigurerna är en gåva från Nya Zeelands folk. 
Hela skulpturen har ett nautiskt tema, liksom resten av The Mall (till exempel (Admiralty Arch). Detta kan ses i sjöjungfrurna och en hippogriff, som är symboler för hur Britannien härskade över haven.